# Tadeusz Marcinkowski (chemik)
Tadeusz Marcinkowski – polski chemik środowiska, dr hab. nauk rolniczych.

## Życiorys
W 1974 ukończył studia chemiczne na Uniwersytecie Gdańskim, w 1990 obronił pracę doktorską Wpływ zasobności gleby i roślinności użytków zielonych w magnez na jego poziom w surowicy krwi bydła na przykładzie województwa łomżyńskiego, 26 maja 2003 uzyskał stopień doktora habilitowanego.
Został zatrudniony na stanowisku docenta w Instytucie Melioracji i Użytków Zielonych, oraz starszego specjalisty inżynieryjno-technicznego w Instytucie Technologicznym i Przyrodniczym.
Był profesorem nadzwyczajnym w Instytucie Politechnicznym Państwowej Wyższej Szkole Zawodowej w Elblągu.